# Міст Сан Роке Ґонсалес-де-Санта-Крус
Міст Сан Роке Ґонсалес-де-Санта-Крус або Міжнародний міст Сан Роке Ґонсалес-де-Санта-Крус (ісп. Puente Internacional San Roque González de Santa Cruz) – автомобільний вантовий міст через річку Парана, що з'єднує парагвайське місто Енкарнасьйон з аргентинським містом Посадас . 
Міст названий на честь одного з засновників держави єзуїтів 17 сторіччя, Роке Ґонсалеса-де-Санта-Круса. 